# Grand Accélérateur National d'Ions Lourds
El Grand Accélérateur National d’Ions Lourds (GANIL), o Gran Acelerador Nacional de Iones Pesados, es un centro de investigación nacional de física nuclear en Caen, Francia. La instalación consiste de manera primaria en dos sincrociclotrones en serie.